# Deodoro (futebolista)
Deodoro José de Almeida Leite (Piracicaba, 7 de junho de 1949 – São Paulo 25 de janeiro de 2024) foi um ex-futebolista brasileiro, que atuava como defensor. Também atuou como treinador.

## Carreira

### Jogador
Iniciou a carreira em 1968, no juvenil da Portuguesa. Quando passou ao time principal, foi reserva de Zé Maria. Atuou em 83 jogos, com 31 vitórias, 29 empates e 23 derrotas, e anotou 2 gols.
Chegou em março de 1973 ao Juventus. Atuou no clube por 13 anos, fez 356 jogos e marcou 15 gols.
Em 1976, atuou pelo Guarani.
Em novembro de 1977, foi emprestado ao Coritiba por 120 mil cruzeiros. Lateral-esquerdo de origem, Deodoro disputou o Campeonato Brasileiro de 1978 como zagueiro e conquistou o prêmio Bola de Prata da revista Placar, escolhido como melhor quarto-zagueiro do torneio.

### Treinador
Assim que encerrou a carreira de futebolista, já iniciou, no próprio Juventus, a carreira de treinador.
Em 11 de junho de 1991, foi contratado pelo São Caetano e estreou com vitória no dia 16 daquele mês, em uma goleada de 3 a 1 frente ao Jabaquara Atlético Clube. Comandou a equipe até o final de 1991.

## Morte
Deodoro faleceu no dia 25 de janeiro de 2024 em São Paulo, aos 74 anos, após ter sofrido um AVC em 23 de janeiro.